# Salsola ericoides
Salsola ericoides là loài thực vật có hoa thuộc họ Dền. Loài này được M. Bieb. miêu tả khoa học đầu tiên năm 1808.